# مایا لین: چشم‌اندازی واضح و محکم
مایا لین: چشم‌اندازی واضح و محکم (انگلیسی: Maya Lin: A Strong Clear Vision) یک فیلم مستند به کارگردانی فریدا لی مک است که در سال ۱۹۹۴ منتشر شد. این فیلم در مورد معمار مشهور آمریکایی، مایا لین است که به خاطر ساخت یادبود کهنه‌سربازان ویتنام در واشینگتن، دی.سی. مشهور است. این فیلم برنده جایزه اسکار بهترین فیلم مستند شده است.
پس از برنده شدن، این کارگردان توسط مطبوعات متهم شد (که فیلم او ناخوشایند، طاقت فرسا و استرس زا است) و گفته شده بود جایزه باید متعلق به فیلم‌های امیدوار کننده باشد. راجر ابرت منتقد سینما پس از دیدن فیلم از کارگردان عذرخواهی کرد.